# Oite
Oite (grekiska och latin Oeta) är ett berg i Grekland innanför Atalantikanalen, 2.158 meter över havet, på gränsen mellan Thessalien och mellersta Grekland. Mellan Oite och havet leder passet Thermopyle.
Enligt sagans skall Herakles på Oite ha bestigit bålet.